# Schützenhöhe (Solingen)
Schützenhöhe hieß bis Ende des 19. Jahrhunderts eine Ortslage in der bergischen Großstadt Solingen.

## Lage und Beschreibung
Der heute in der geschlossenen Bebauung aufgegangene Ort Schützenhöhe befindet sich im südlichen Bereich des Stadtbezirks Solingen-Mitte unmittelbar an der Grenze zu Burg/Höhscheid. Der Ort liegt an der heutigen Bundesstraße 229, der Schützenstraße, im Bereich der Einmündung der Zieten- sowie der Bülowstraße. Die Straße verläuft auf einem Höhenzug des Solinger Höhenrückens, der sich von der Solinger Innenstadt bis hoch zur Krahenhöhe erstreckt. Neben mehreren Wohngebäuden befinden sich an der Schützenhöhe auf dem ehemaligen Kampschulte-Gelände ein Lidl- und ein Aldi-Discounter. Nordwestlich befindet sich das Gymnasium August-Dicke-Schule.
Benachbarte Orte sind bzw. waren (von Nord nach West): I., II. und III. Feld, Kirschbaumshöhe, Böckerhof, Kirberg, Wiedenhof, Werwolf und Schützenfeld.

## Etymologie
Die Ortsbezeichnungen Schützenhöhe und Schützenfeld sowie auch der Straßenname Schützenstraße gehen auf die ehemalige Dorper Schützenhalle zurück, die im Bereich der heutigen August-Dicke-Schule lag ( Lage).

## Geschichte
Eine bewohnte Ansiedlung an der Schützenhöhe entstand möglicherweise erst im 19. Jahrhundert. Es handelte sich ursprünglich um eine Einzelsiedlung, die aufgrund ihrer geringen Größe kaum namentlich auf Kartenwerken verzeichnet ist. Die Topographische Aufnahme der Rheinlande von 1824 verzeichnet den Ort nicht, in der Preußischen Uraufnahme von 1844 ist der Ort unbenannt verzeichnet. Der Ort ist in der Karte vom Kreise Solingen des Solinger Landmessers C. Larsch aus dem Jahr 1875 abgekürzt als Schü.H. verzeichnet.
Schützenhöhe gehörte nach Gründung der Mairien und späteren Bürgermeistereien zur Bürgermeisterei Dorp, die im Jahre 1856 das Stadtrecht erhielt, und lag dort in der Flur X. Feld. Die Bürgermeisterei beziehungsweise Stadt Dorp wurde nach Beschluss der Dorper Stadtverordneten zum 1. Januar 1889 mit der Stadt Solingen vereinigt. Damit wurde Schützenhöhe ein Ortsteil Solingens.
Durch den Ausbau der Chausseen zwischen Solingen und Müngsten 1823/24 sowie zwischen Solingen und Burg 1845/48 entstanden neue Dorper Fabriken und Wohnhäuser bevorzugt entlang oder im Umfeld dieser Ausfallstraßen.:2 Die Bebauung verdichtete sich in verkehrsgünstigen Lagen, entlang der heutigen Schützenstraße bereits in der Zeit der wirtschaftlichen Blüte nach der Reichsgründung 1871. Das ursprünglich auf freiem Feld gelegene Schützenhöhe ging ab Ende des 19. Jahrhunderts in der geschlossenen Bebauung auf.
Der Ortsname Schützenhöhe war bereits im Stadtplan des Jahres 1929 nicht mehr enthalten, stattdessen setzten sich die amtlichen Straßennamen Schützen- und II. Felderstraße (heute Zietenstraße) als Ortsbezeichnungen durch. Daher ist der Ortsname heute auch nicht mehr gebräuchlich. An der Schützenhöhe befand sich ab 1896 der Firmensitz des Galvanounternehmens H. & W. Kampschulte, der 1994 aufgegeben wurde. An der Stelle des Unternehmens entstanden nach dem Abriss der Fabrikhallen ein Lidl- und ein Aldi-Discounter.